# Faldilla

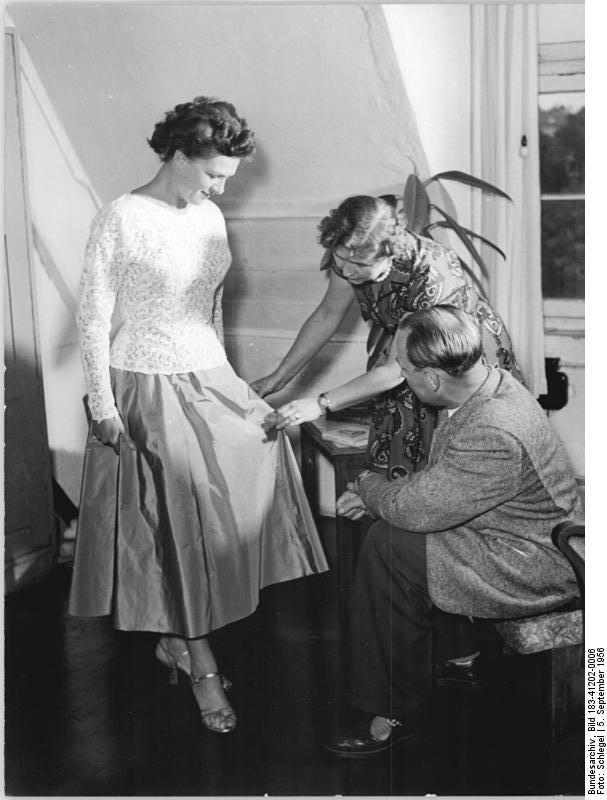
Dona emprovant-se una faldilla corol·la (1956)

La faldilla, faldeta o falda és una peça de roba que penja de la cintura i cobreix les cames, parcialment o del tot, sense obertura per a cadascuna (a diferència dels pantalons) i en resta la terminació oberta. És peça per als dos sexes en moltes cultures; a Europa, però, des del segle xvi és privativament femenina, i hi ha esdevingut un símbol de feminitat.
La faldilla es combina habitualment amb peces superiors com camisa, brusa, jersei, etc. Es pot conjuntar amb jaqueta o abric. El conjunt de faldilla i jaqueta dissenyades conjuntament i confeccionades en el mateix teixit i coloració rep el nom de vestit jaqueta o vestit sastre.
Una alternativa al conjunt amb faldilla és el vestit, que cobreix tot el cos i pren forma de faldilla de la cintura en avall.
No s'ha de confondre el concepte de faldilla amb el de falda, que és el replà que formen les cames d'una persona asseguda, des del ventre als genolls.

## Tipus
La faldilla pot ser llarga (a voltes anomenada maxifaldilla o maxi), mitjana (a voltes anomenada midifaldilla o midi), curta (minifaldilla) o molt curta (microfaldilla). A voltes es distingeix entre faldilla curta, just per damunt dels genolls, i minifaldilla pròpiament dita, que cobreix tot just les natges.
Independentment de la llargada, hi ha molts tipus de faldilla, segons una sèrie de paràmetres estètics i de confecció. Alguns tipus molt habituals avui en la cultura europea són els següents:
- Faldilló: és una faldilla curta per a dona.[3] S'anomenen així les faldilles de la indumentària femenina pròpia d'algunes danses tradicionals als Països Catalans.[4] Al ball de gitanes de Moià, els homes que feien de dones també duien faldillons.[cal citació]

- faldilla recta, una de les més bàsiques, amb caient recte des de la cintura;
- faldilla acampanada, també bàsica, ajustada a la cintura i ampliant-se cap avall, en forma de campana, cosa que dona prou vol;
- faldilla de tub, molt arrapada, generalment llarga o mitjana;
- faldilla corol·la, molt ampla i bufada, duta generalment sobre enagos emmidonats o cancan, característica dels anys cinquanta (New look de Dior); a partir dels anys vuitanta n'hi ha versions en minifaldilla, sovint sota el nom de tutú;
- faldilla llisa, d'una peça, amb la superfície llisa (és a dir, sense volants, godets, prisats, pales ni frunzits, i sense muntar en cartera);
- faldilla de volants, amb un volant o farbalà afegit als baixos, o bé consistent en diverses capes de volants muntades l'una sobre l'altra;
- faldilla de godets, amb godets afegits als baixos com a ornament i per a donar volum;
- faldilla prisada (o d'acordió), amb la superfície composta de plecs rectes permanents;
- faldilla de pales; amb la superfície composta de pales (més amples com més avall, resultants d'un doble plec en direcció inversa);
- faldilla frunzida, a base de plecs frunzits;
- faldilla de cartera, consistent en una peça que es tanca creuant-la sobre si mateixa davant o a un costat;
- faldilla escocesa, faldilla de cartera, de pales i de tartans, inspirada en el kilt;
- faldilla globus o faldilla bufada (a voltes coneguda com a "faldilla tulip", faldilla espompida en rossellonès) bufada i amb els baixos girats endins, tot suggerint un globus inflat; popular als anys mil nou-cents vuitanta i represa avui dia;
- faldilla texana, confeccionada en roba texana, generalment en versió de minifaldilla llisa;
- faldilla de cuir, confeccionada en cuir, generalment en versió de minifaldilla llisa i de color negre;
- enagos, faldilla que imita la forma dels enagos tradicionals;
- faldilla pantaló;
- sarong;
- pareo.

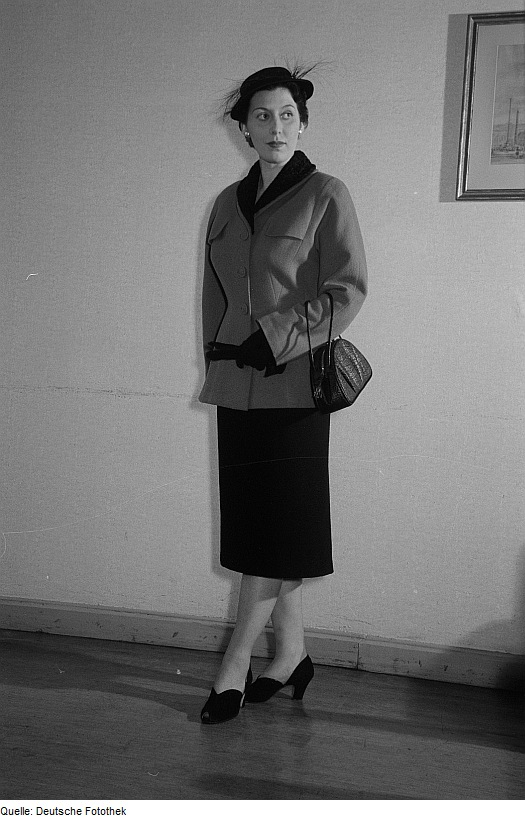
Faldilla recta
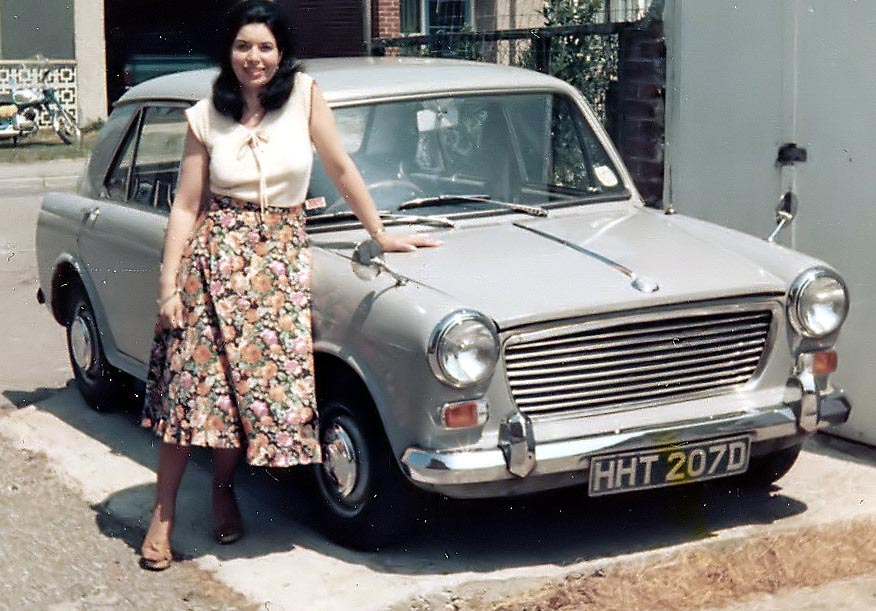
Faldilla acampanada
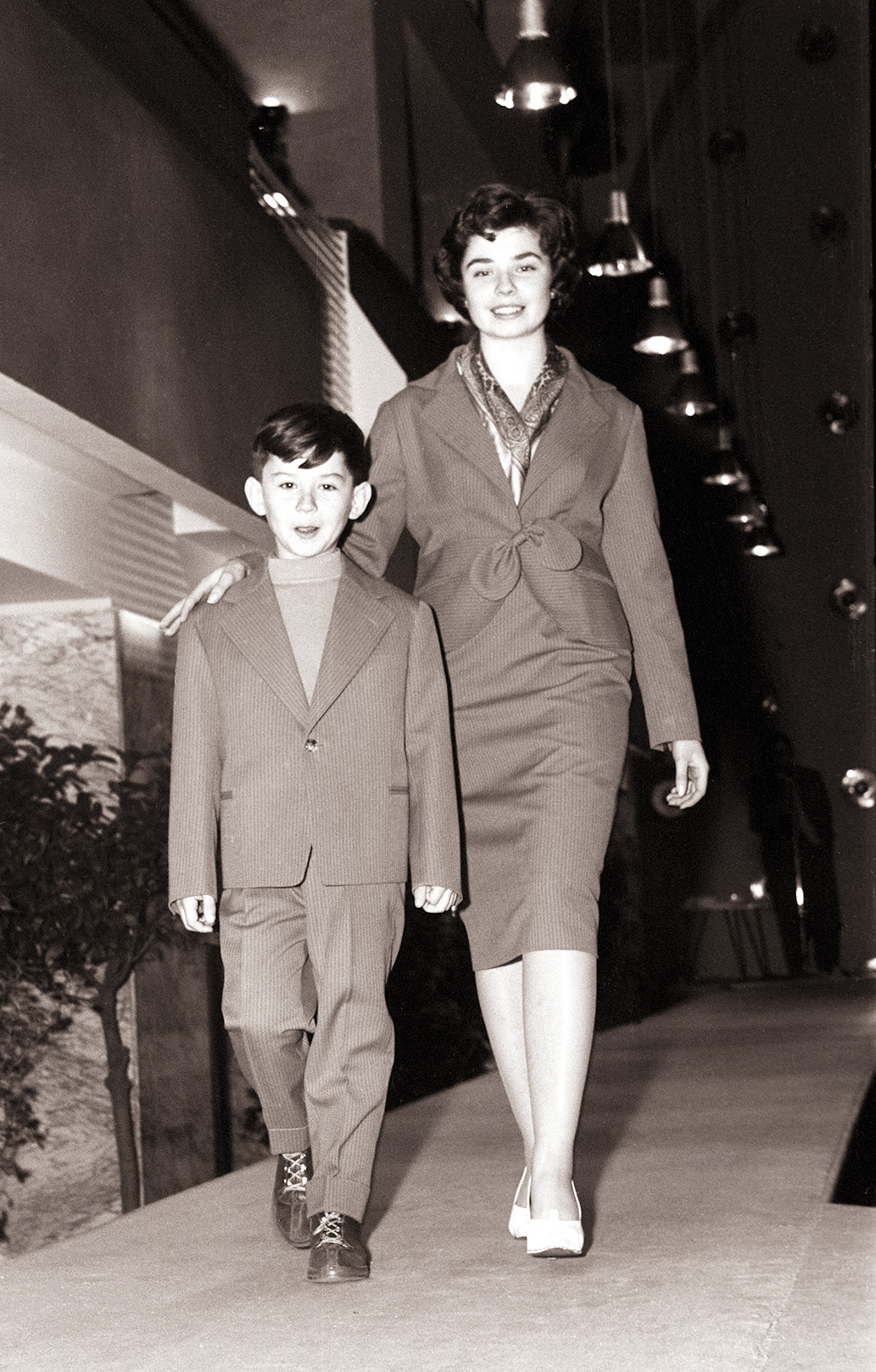
Faldilla de tub
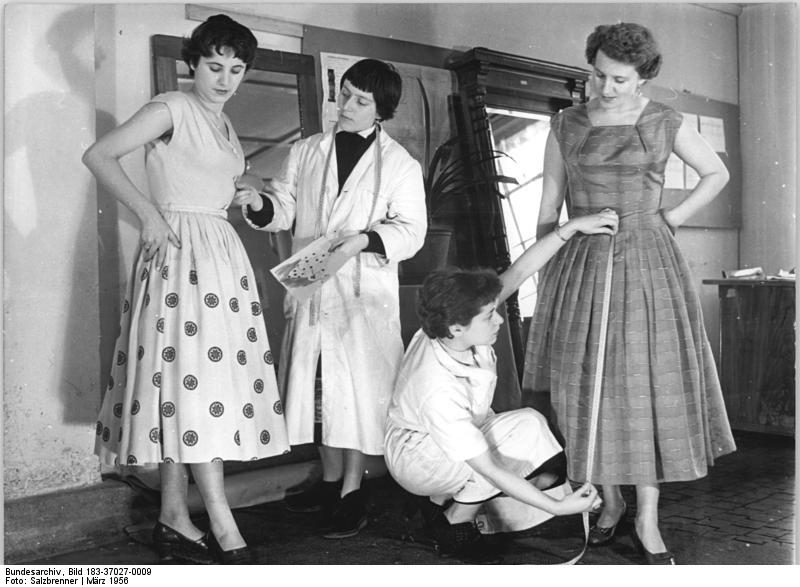
Faldilles corol·la
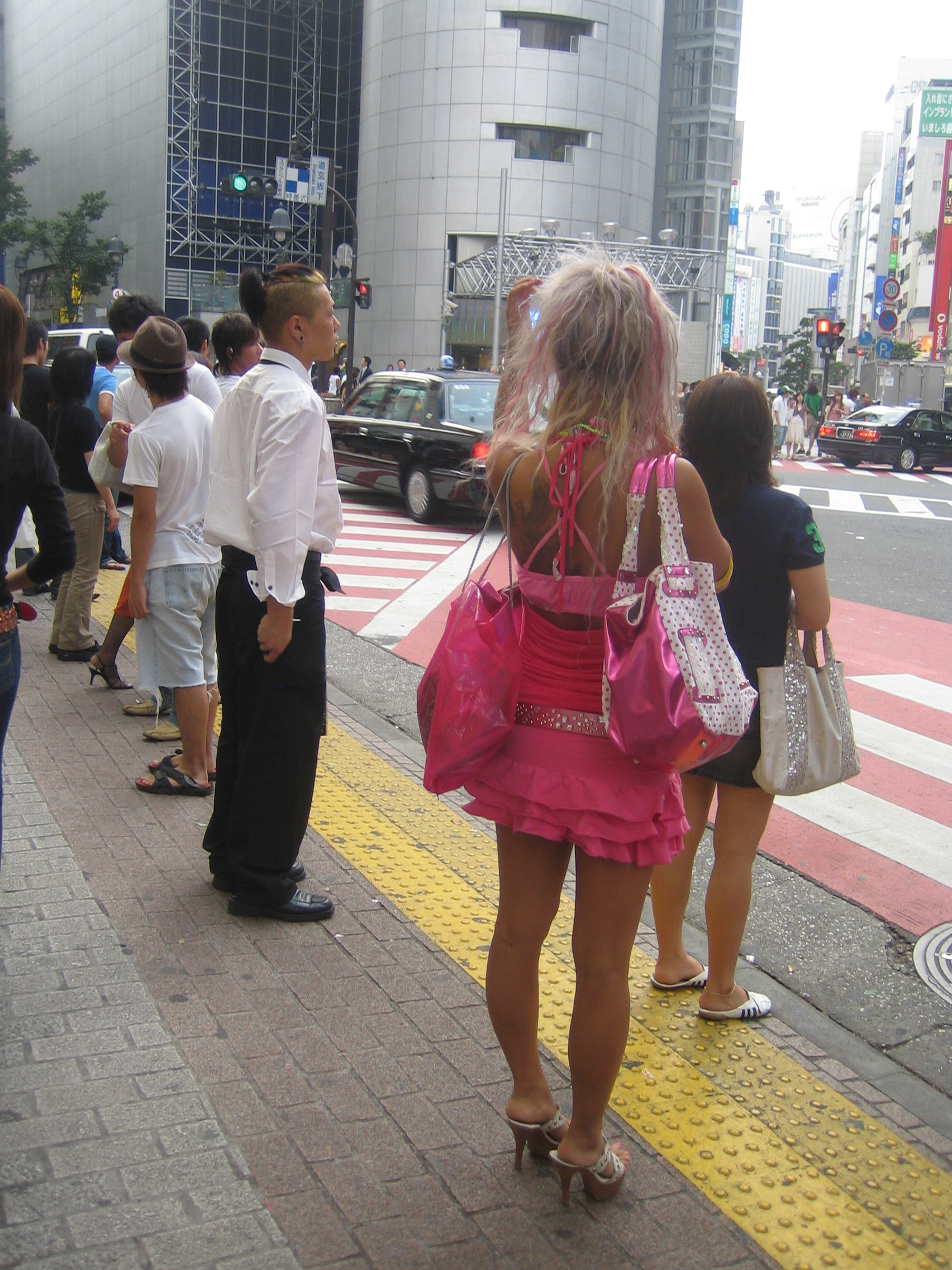
Minifaldilla de volants
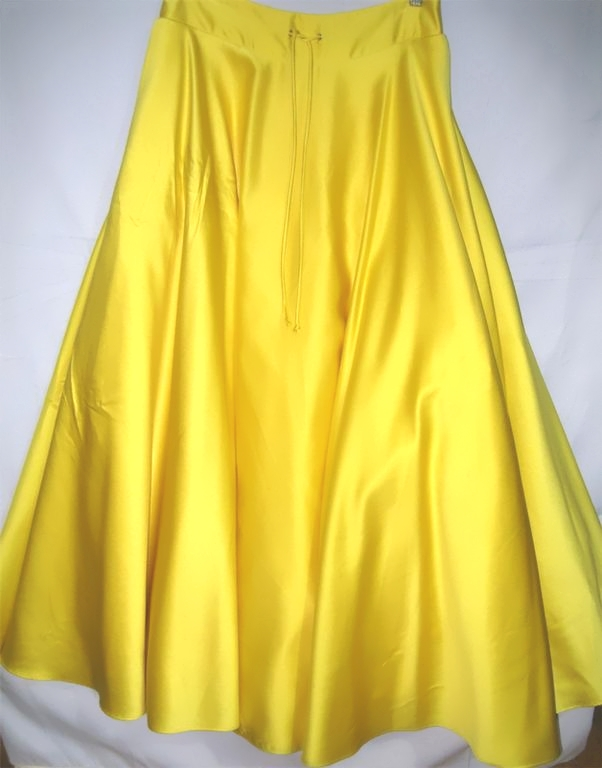
Faldilla de godets
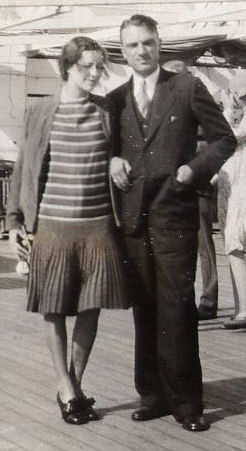
Faldilla prisada amb canesú
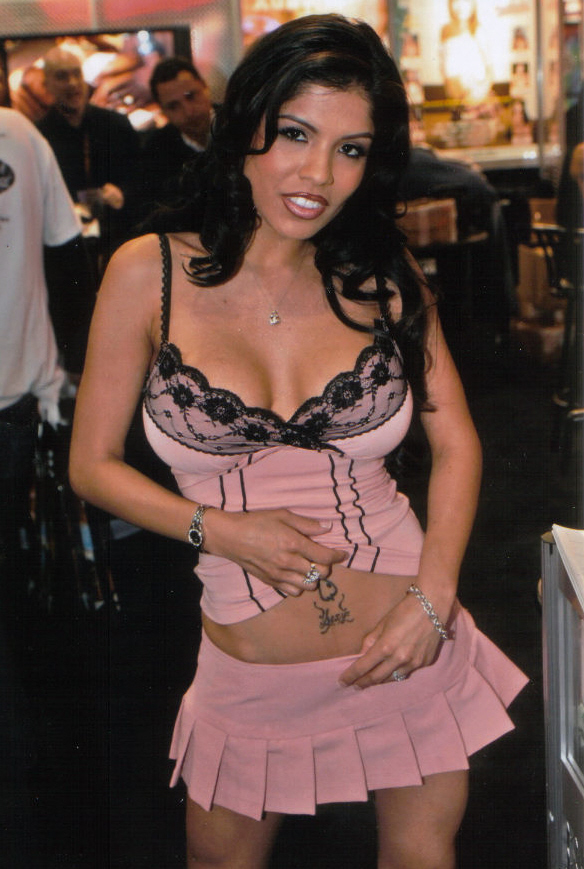
Minifaldilla de pales amb canesú
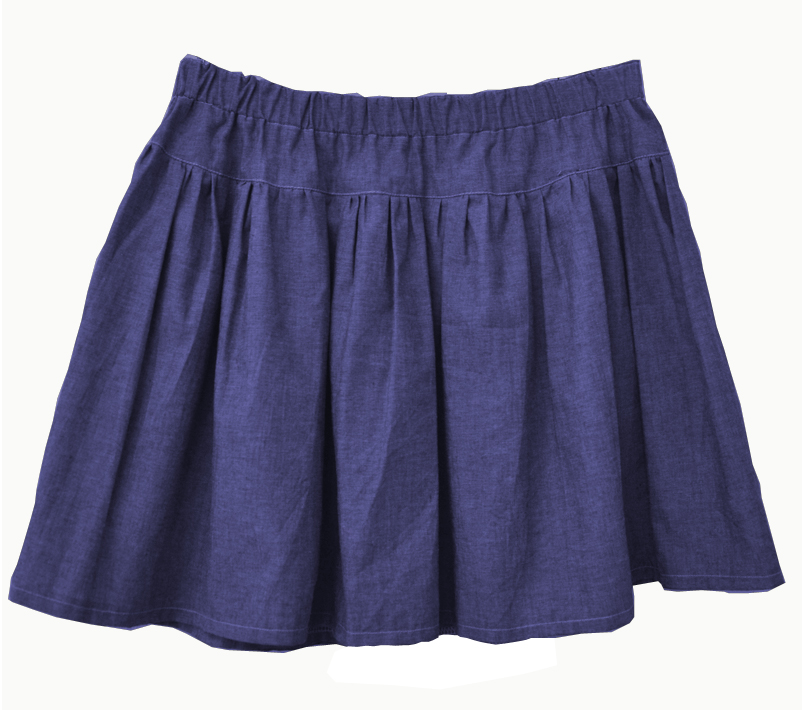
Minifaldilla frunzida
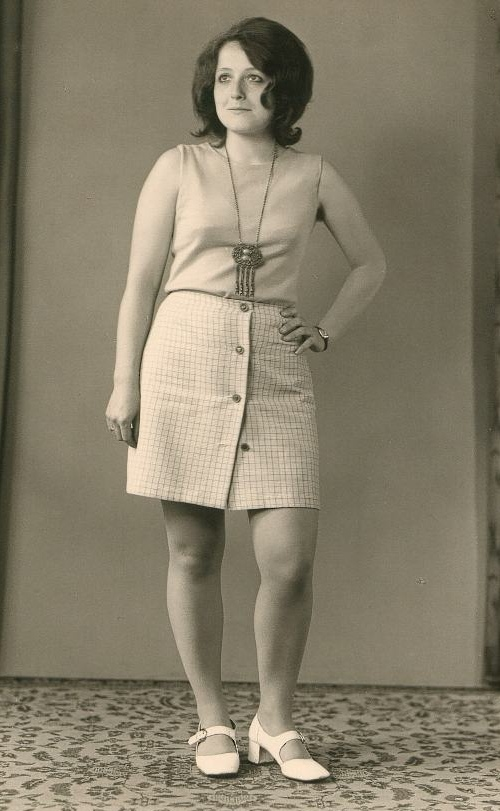
Faldilla de cartera
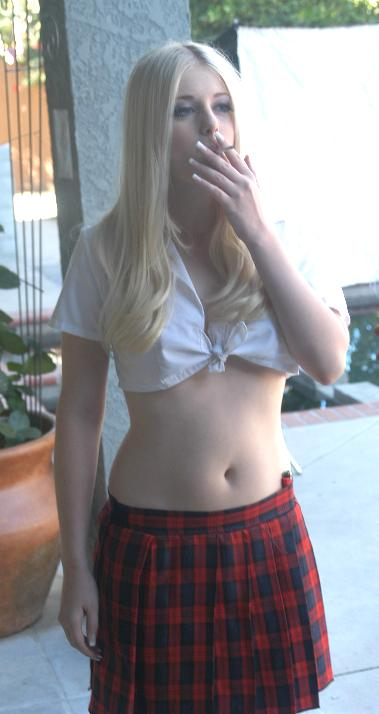
Minifaldilla escocesa
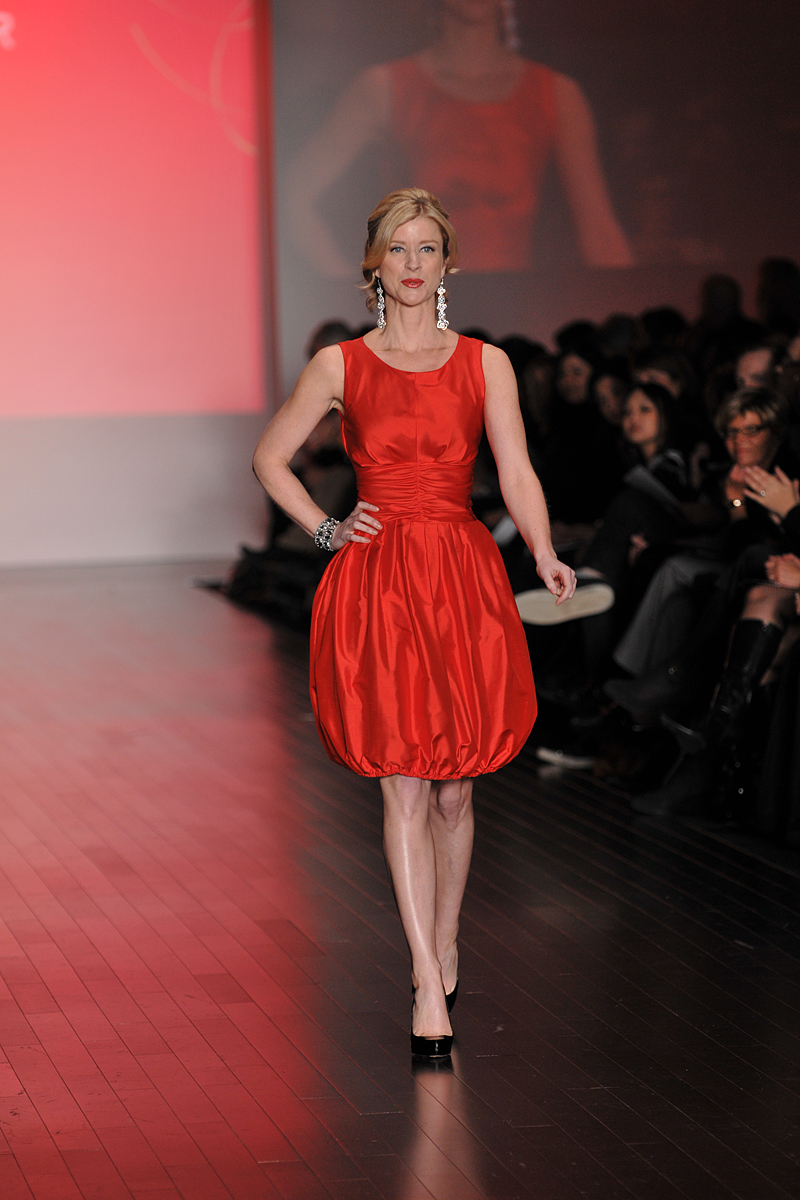
Vestit incorporant faldilla globus
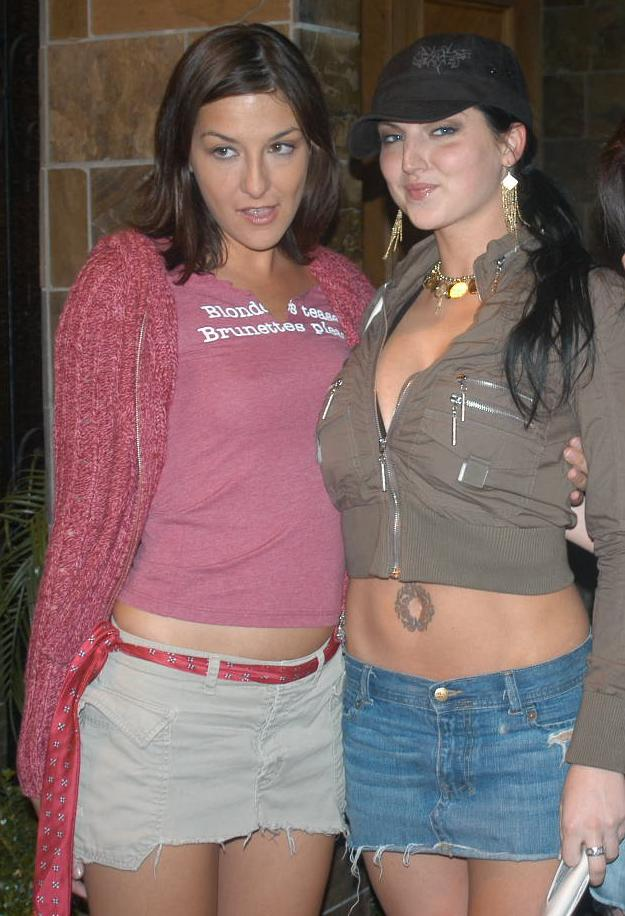
Minifaldilles texanes
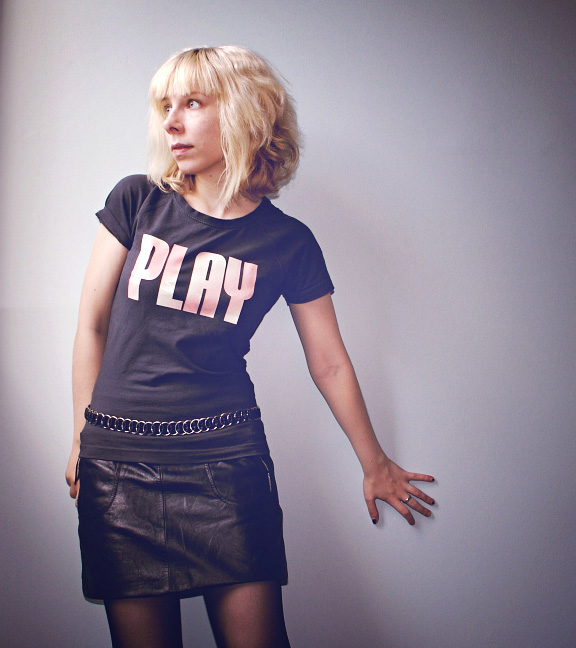
Minifaldilla de cuir
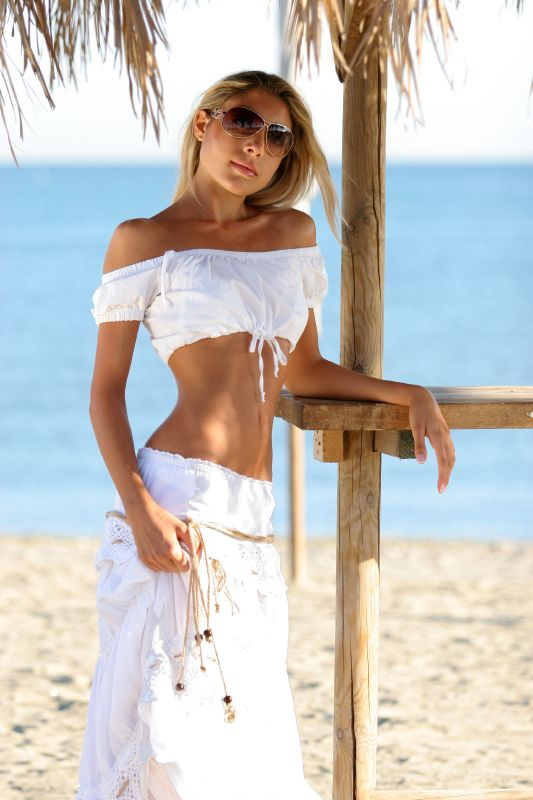
Faldilla d'estil enagos
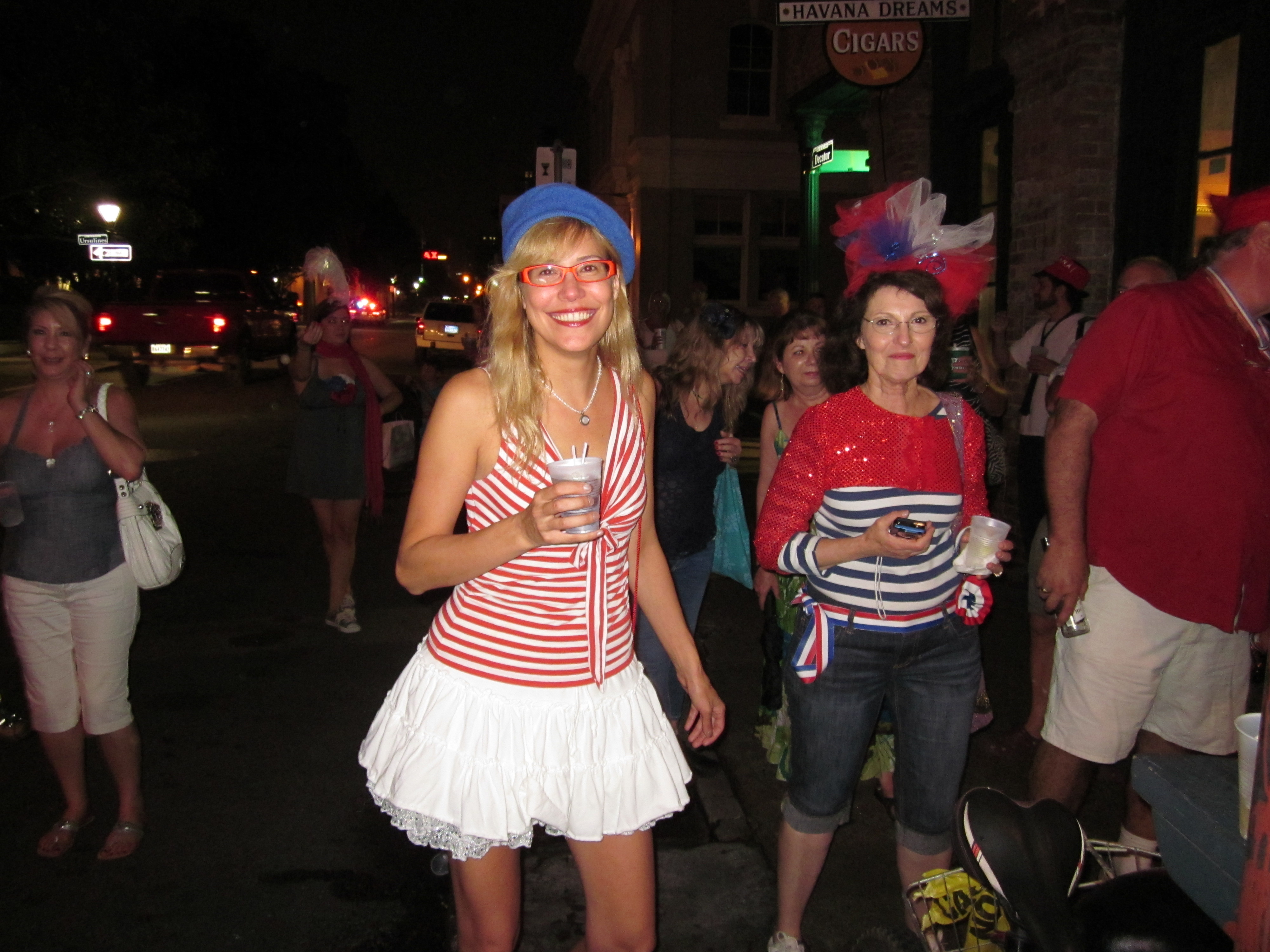
Minienagos blancs

El terme faldilla-cinturó s'usa a voltes, humorísticament, per a designar les faldilles baixes de cintura i molt curtes, que podrien semblar un cinturó ample.

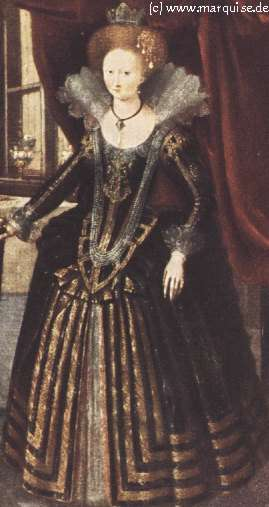
Exemple de faldilla d'inicis del segle XVII

## Història
És molt difícil saber quan començà a usar-se la faldilla. Si es considera com a faldilla qualsevol peça de roba duta a la part inferior del cos i sense divisió entre les cames, la primera se'n donà en el Mesolític i es tractava d'un tros de pell lligat a la cintura. El primer testimoni d'una peça de roba anàloga a la faldilla és una escultura sumèria que data de l'any 3000 aC. Finalment, les pells d'animals van ser substituïdes per "tela kaunakes", un tèxtil que imitava la pell d'ovella lanuda. El drap de Kaunakes també va servir com a símbol en la iconografia religiosa, com en el mantell de Joan el Baptista. Les faldilles es fan servir des de la prehistòria com la forma més senzilla de cobrir la part inferior del cos. Les figuretes produïdes per la cultura Vinča (al voltant de 5700–4500 aC) ubicades al territori de l'actual Sèrbia i els veïns Balcans des de l'inici de l'edat del coure mostren dones amb peces de roba semblants a faldilles. Una faldilla teixida de palla que data del 3900 aC va ser descoberta a Armènia a la cova d'Areni-1. Les faldilles eren el vestit estàndard per a homes i dones en totes les cultures antigues del Pròxim Orient i Egipte. Les peces de vestir de l'antic Egipte estaven fetes principalment de lli. Per a les classes altes, estaven molt teixides i amb plisats complexos. Al voltant de l'any 2130 aC, durant l'Antic Regne d'Egipte, els homes portaven faldilles embolcallants (kilt) conegudes com a shendyt. Estaven fetes d'un tros de tela rectangular embolicada al voltant de la part inferior del cos i lligada per davant. Al Regne Mitjà d'Egipte, les faldilles més llargues, que arribaven des de la cintura fins als turmells i, de vegades, penjaven de les aixelles, es van posar de moda. Durant el Nou Regne d'Egipte, els kilt amb una secció triangular plisada es van posar de moda per als homes. A sota, es portava un shente, o tapisseria triangular, els extrems del qual estaven subjectes amb cordons. Durant l'Edat del Bronze, a les parts del sud d'Europa occidental i central, es preferien les peces de vestir embolcallants. Tanmateix, al nord d'Europa, la gent també portava faldilles i bruses. En tot cas, es tracta d'un dels tipus bàsics de peça de roba, i ha estat i és habitual en moltes cultures arreu del món.

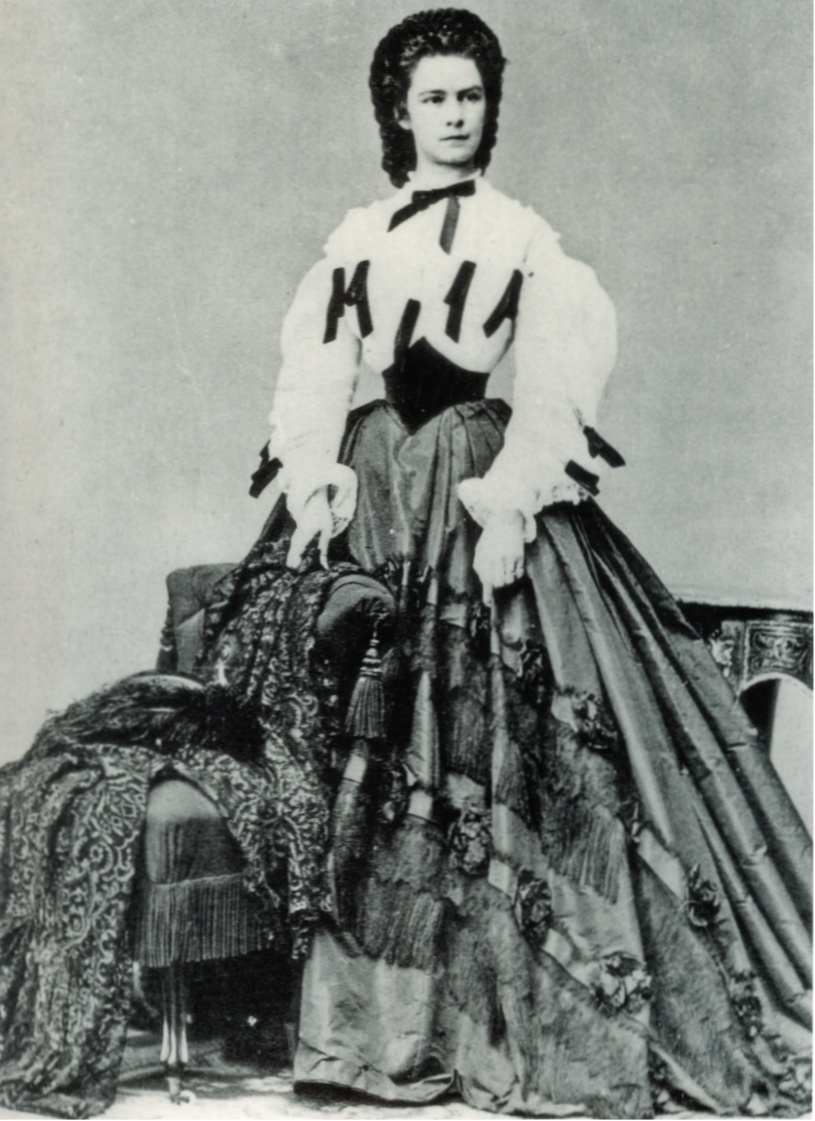
Faldilla de 1862

En la cultura europea, en l'edat antiga les faldilles d'home eren curtes, i les de dona llarguíssimes. Des de l'edat mitjana les faldilles hi han estat molt llargues, fins als peus o poc menys. I això s'extremà a partir del moment en què esdevingueren d'ús privativament femení, a partir del segle XVI; es duien amb diversos enagos a sota, la qual cosa encara entrebancava més els moviments. Algunes faldilles femenines medievals van arribar a fer més de tres metres de diàmetre de base, i de vegades s'estufaven a l'interior amb una estructura d'armilles. Posteriorment s'ha utilitzat altra mena d'estris sota la faldilla, per a donar-li cos i forma; per exemple, durant el segle xix, el mirinyac, la crinolina, el polisson, el cancan, etc. Una constant han estat els enagos, com ja hem vist. L'alçada de la cintura ha anat variant; durant el segle xix, per exemple, se'n situava a l'alçada del pit, però va anar baixant gradualment fins a la cintura natural. Així mateix, els períodes de faldilles amples i bufades han alternat amb altres de faldilles estretes i arrapades.
Emperò, en alguns països, com Hongria, la faldilla popular tradicional ha estat bastant curta.
Cap al segle xvi, la faldilla de les dones de poble era una peça quadrangular de tela, amb un forat en el centre, pel qual s'ajustava a la cintura mitjançant un cinturó o simplement una corda.

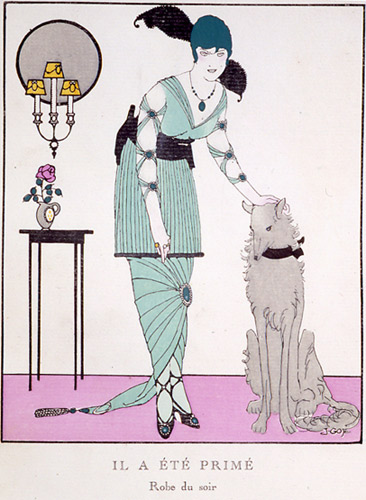
Faldilla travada

Durant el segle xix hi hagué moviments pro reforma de la indumentària femenina, enllaçats amb el protofeminisme, que advocaren per faldilles més còmodes i racionals, o bé per l'adopció d'algun tipus de pantalons (com els bloomers d'Amelia Bloomer, 1851), enmig d'un escàndol enorme i sense gaire èxit.
Només les nenes duien faldilles més o menys curtes, però passaven a les llargues en arribar a l'adolescència.
La impracticitat de la faldilla va atènyer el punt àlgid el 1910 amb la faldilla travada (Paul Poiret), que impedia fer passes de més de dues o tres polzades.

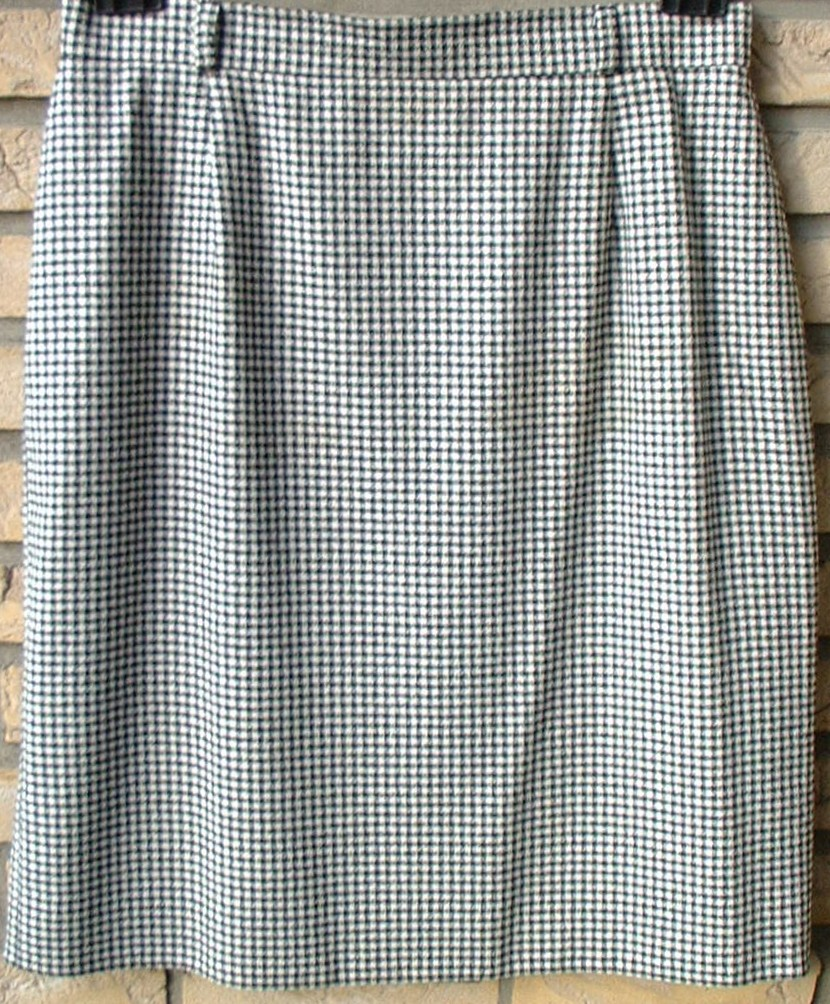
Una faldilla curta, recta, llisa i de quadres

### La faldilla moderna
A partir de 1910 el citat modista Paul Poiret impulsa una sèrie de canvis revolucionaris en la indumentària femenina, entre els quals l'abolició de la cotilla i, també, l'escurçament de la faldilla.
El 1911 apareix la faldilla pantaló; de fet, un pantaló de camals tan amples que sembla una faldilla; era una mena de peça transicional, una preparació per al pantaló femení; i causà un escàndol terrible.
A partir de 1912 les faldilles més usuals ja deixaven els turmells a la vista, cosa inconcebible fins poc abans. Durant la Primera Guerra Mundial, les faldilles tendiren a escurçar-se una mica més, per necessitat pràctica de tantes dones mobilitzades per la indústria; ja no tornarien a baixar (llevat del context específic del vestit de nit de caràcter formal). Més o menys alhora els enagos tradicionals se simplifiquen (en català adopten el nom col·loquial de "viso"), i passa a dur-se'n un tan sols.
Durant els anys vint, sobretot amb la moda garçonne, les faldilles s'escurçaren progressivament: el 1924 arriben a uns 26 cm del terra; el 1925, a 30 o 35 cm; el 1926, a uns 40 cm, fins a mostrar els genolls. A partir d'aquest moment s'allarguen progressivament fins al 1930, en què s'estabilitzaran a 30 o 32 cm del terra, tot establint la línia característica dels anys trenta. En la dècada dels quaranta s'escurcen una mica: arriben poc més avall dels genolls. Als anys cinquanta predomina la longitud dels trenta, poc més amunt dels turmells, però en estils característics, i molt diferents entre si: la faldilla corol·la, molt ampla i bufada, en la línia del New look de Christian Dior; o bé la faldilla de tub.
Als anys seixanta sorgeix la minifaldilla, que a partir de 1965 es popularitza celèricament fins a esdevenir hegemònica. Era una peça mínima que podia arribar a descobrir la roba interior estant asseguda. Alhora es consolida l'adopció dels pantalons per part de les dones, de manera que la faldilla passa a ser opcional en comptes d'exclusiva.
Des dels volts de 1970 les dones usen tan sovint pantalons com faldilles, i entre aquestes, estils i llargades molt diversos, sense cap predomini clar; n'hi ha tendències de temporada, però sempre són múltiples, de manera que coexisteixen les minifaldilles amb les faldilles pel genoll i les faldilles llargues. Quant als enagos, avui només se'n porten, bé amb faldilla o vestit molt prims, per a evitar transparències; bé a l'hivern, com a protecció contra el fred.

## La faldilla i els homes
En la cultura europea hi ha uns pocs països en què la faldilla s'ha conservat orgullosament entre els homes fins avui, almenys com a part de la indumentària tradicional. Un n'és Escòcia, en la forma concreta de kilt, característicament en estampat quadrangular (tartà, popularitzat internacionalment sota el nom de quadres escocesos). Una imitació del kilt per a ús femení, l'anomenada faldilla escocesa, s'ha generalitzat arreu. També a Grècia es conserva una faldilla masculina tradicional, la fustanel·la. En ambdós casos la faldilla masculina s'ha incorporat a certs uniformes militars, fins i tot en campanya.
En altres àmbits culturals la faldilla masculina (o dels dos sexes) es conserva amb tota naturalitat: per exemple, el sarong malai, el pareo tahitià, el lavalava oceànic, peces similars de l'Indostan, etc.
Des de la dècada de 1980 algunes cases de moda han impulsat el retorn de la faldilla masculina, a voltes mitjançant una mena de faldilla pantaló de tipus clàssic com a peça de transició; però no han tingut gaire èxit, fora de les passarel·les. Paral·lelament, hi ha grups d'homes heterosexuals que reivindiquen el dret a dur faldilla (o vestit amb caiguda de faldilla), alhora que denuncien el ridícul social que això provoca.

## Ball
Moltes formes de ball requereixen que les dones portin faldilles o vestits, ja sigui per convenció o per normes de competició. Al balls escocesos de les terres altes, per exemple, les dones porten el vestit Aboyne, que en realitat implica una faldilla, per als balls nacionals, i porten un vestit basat en kilt per als balls de les Highlands. Tanmateix, els trews de tartà poden ser utilitzats per dones als Estats Units.

## Normes internacionals sobre faldilles
Des de l'any 2004 la Unió Internacional de Patinatge permet que les dones portin pantalons en lloc de faldilles a la competició si ho desitgen.